# Dorcen G60
Dorcen G60 – samochód osobowy typu SUV klasy kompaktowej produkowany pod chińską marką Dorcen w latach 2018 – 2021.

## Historia i opis modelu

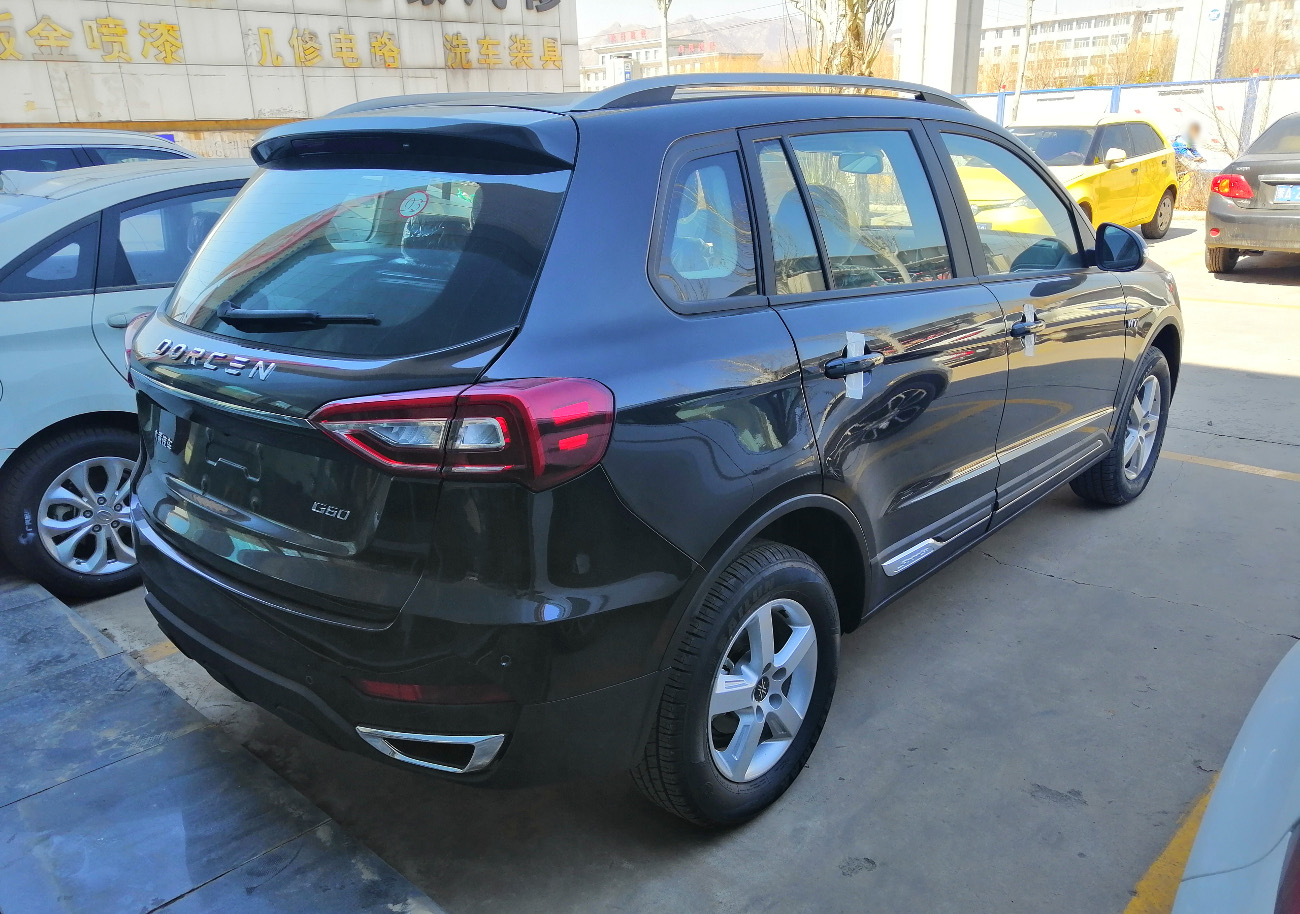
Dorcen G60 - tył

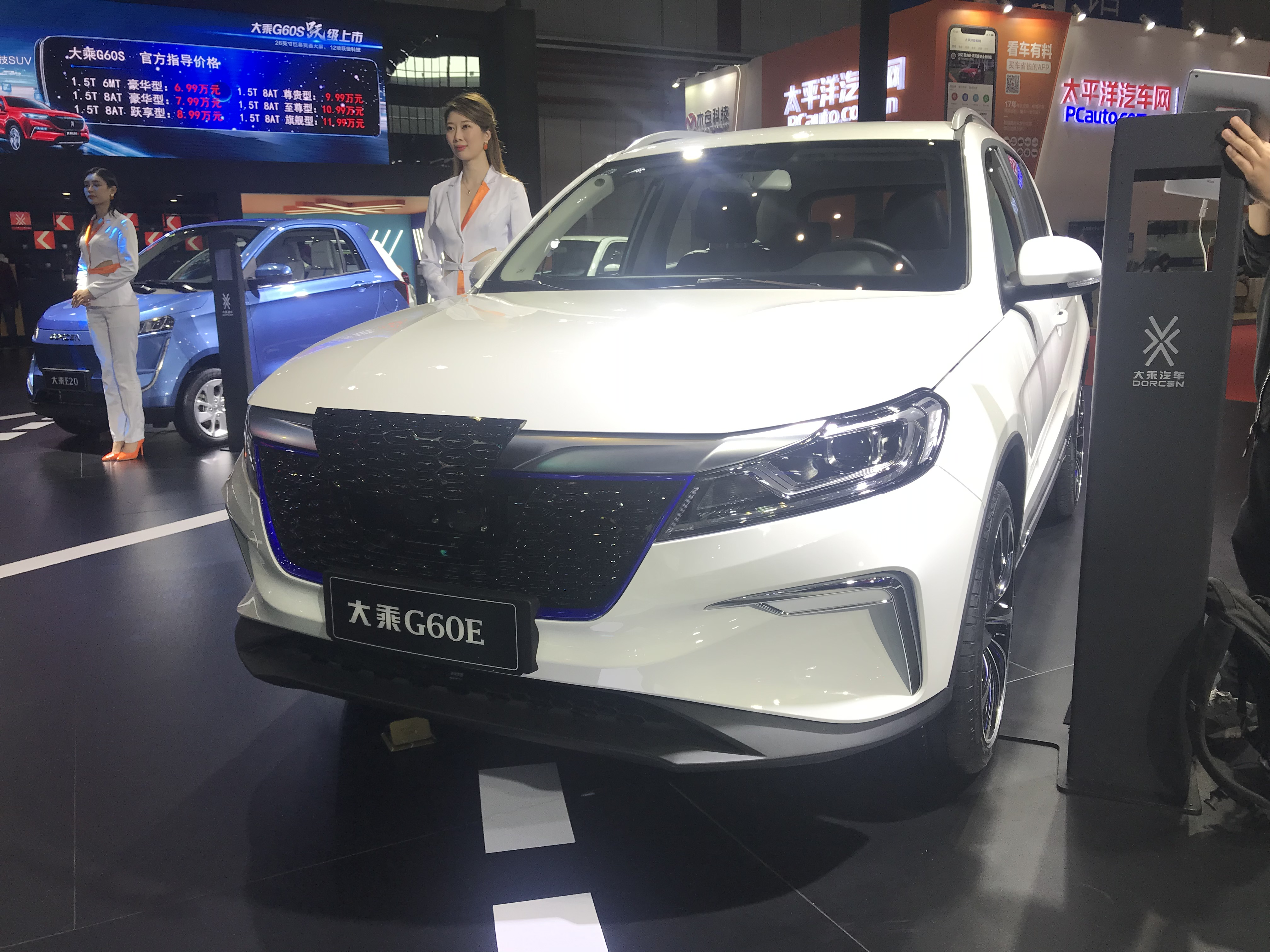
Dorcen G60E

Jesienią 2018 roku nowo powstała chińska marka Dorcen przedstawiła swój bliźniaczy wariant dla kompaktowych SUV-ów koncernu Zotye pod nazwą G60.
Samochód zyskał takie charakterystyczne cechy wyglądu, jak duża chromowana atrapa chłodnicy czy inne, liczne pozostałe akcenty stylistyczne wykończone tym materiałem, jak np. obwódki okien czy klapa bagażnika. Dzięki wysoko poprowadzonej linii dachu Dorcen G60 ma zapewniać komfortowe warunku transportowe dla 5 pasażerów.

### G60E
W kwietniu 2019 roku oferta najmniejszego SUV-a w gamie Dorcena została poszerzona przez wariant o napędzie elektrycznym pod nazwą G60E. Zyskując inny wygląd wlotu powietrza z przodu, samochód otrzymał napęd składający się z 50 kWh baterii, która razem z silnikiem elektrycznym oferuje 114 KM mocy i maksymalny zasięg do 300 kilometrów na jednym ładowaniu.

### Silniki
- L4 1.5l Turbo
- L4 1.6l